# Георгій Побідоносець (панцерник)

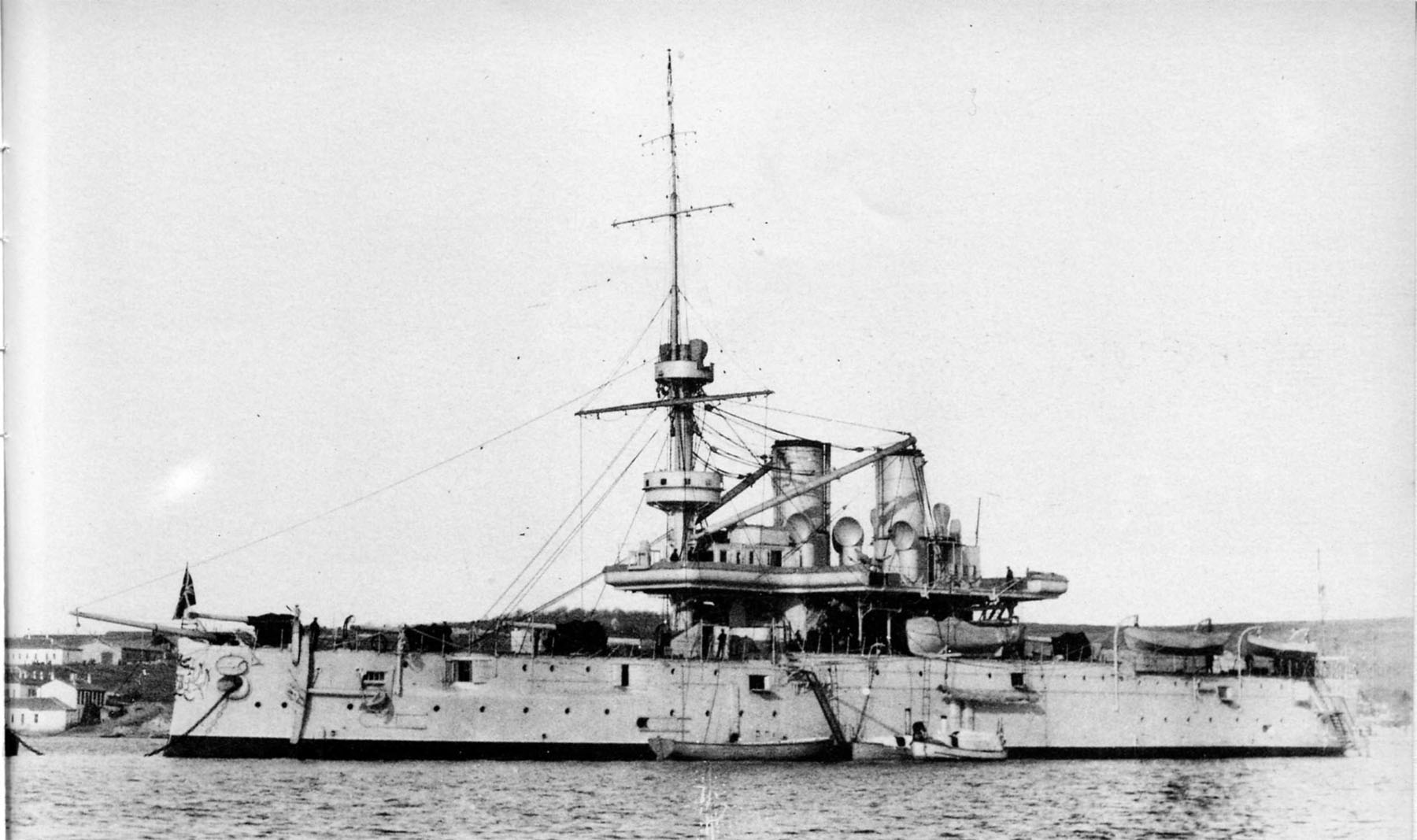
Лінійний корабель «Георгій Побідоносець», осінь 1916 р.

Георгій Побідоносець (рос. Георгий Победоносец) — панцерник (броненосець) Російського Чорноморського флоту.
Пізніше — лінкор, флагманський корабель Чорноморського флоту Української Держави.
Названий на честь святого Георгія Переможця.

## Початок шляху
3 лютого 1890 року панцерник, якому надано ім'я «Георгій Побідоносець», було зараховано до реєстру кораблів Імператорського Чорноморського флоту. Він став останнім в серії з чотирьох кораблів типу «Катерина ІІ».
5 травня 1891 року був закладений на заводі РОПіТ у Севастополі.
13 лютого 1892 року був перекласифікований у ескадрений панцерник. У березні цього ж року — спущений на воду.
На бойове чергування вийшов у вересні 1893 року. Корабель Чорноморського флоту Російської імперії.
На початку XX століття у Севастополі та по всьому Чорноморському узбережжі починає активно розвиватися український національний рух. На Чорноморському флоті партійні та національні українські гуртки з'явилися ще в 1902 — 1903 році. Тут діяли відділи «Просвіти», українські аматорські театри, бібліотеки і т.і. Українці тоді складали на Чорноморському флоті переважну більшість особового складу.
В 1905 році повстання на панцернику «Потьомкін» та інших кораблях, мали не лише соціальний, але й яскраво виражений національний характер. Керували і здійснювали ці повстання на кораблях Чорноморського флоту, в переважній більшості, — українці. На багатьох кораблях флоту діяли українські гуртки.
Повстання на «Потьомкіні» викликало великий резонанс на флоті. До повсталого панцирника, майже одразу, приєднався міноносець № 267.
На придушення цього повстання командування Чорноморського флоту 16 (29) червня 1905 року послало 2 ескадри (5 панцирників, 1 крейсер, 7 міноносців).
30 червня каральний загін, в який входив і «Георгій Побідоносець», та бунтівний корабель зустрілися неподалік Одеси. До моряків з палкою промовою звернувся офіцер з «Потьомкіна», член РУП Олександр Коваленко: «…Ми тепер брати не тільки по крові, а й по духу стоїмо за одне і вимагаємо своє, і доб'ємося того, що потрібно не тільки нам, а й нашим дітям та внукам. Хай живе Свобода!». Після цього панцерник «Георгій Победоносець» приєднався до «Потьомкіна». Інші чотири броненосці відійшли на рейд.
Повстання на «Георгії Победоносці» очолили українці Дорофій Кошуба та Семен Дейнега.
Однак за допомогою зрадницької групи офіцерів і кондукторів (помічників офіцерів) командирові броненосця «Георгій Побідоносець» вдалося посадити корабель на мілину та здатися царській владі.
В 1906 планувалось модернізувати та переозброїти корабель, але згодом ці плани були відкинуті.
10 жовтня 1907 року — перекласифікований у лінійний корабель та доозброєний новими шестидюймовими гарматами (всього стало 14 штук).
Брав активну участь у Першій Світовій Війні. Гарно проявив себе під час відбиття нападу лінійного крейсера «Гелен» на Севастополь. Не припинявся, під час Першої Світової війни, й просвітницький та національний політичний рух серед морякі флоту.

## Флагман Українського флоту

Лінкор «Георгій Побідоносець» — штабний корабель Українського військово-морського флоту (1918).

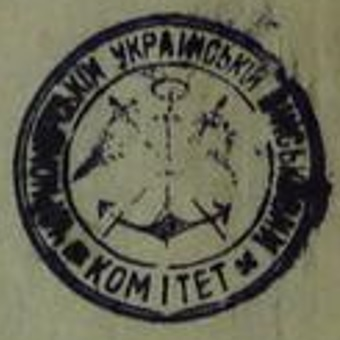
Печатка Чорноморського українського військового комітету, що діяв у 1917 році в Севастополі

На початку 1917 року воєнні дії на Чорному морі практично припинилися. «Георгій Побідоносець», разом з іншими кораблями Чорноморського флоту, перебував на своїй головній базі в Севастополі.
Після Лютневої революції в Севастополі були створені Чорноморський Український військовий комітет, Центрофлот та Рада військових і робітничих депутатів. На панцернику, як і на більшості кораблів флоту, були утворені українські організації. Моряки-українці активно вимагали від Центральної Ради реальних дій по українізації Чорноморського флоту та створенню Українського військового флоту.
17 травня з Одеси до Севастополя прибув воєнний міністр Тимчасового уряду Росії О. Керенський. Ввечері, на штабному лінкорі «Георгій Побідоносец», його зустрічали командувач флоту Олександр Колчак та комендантом Севастопольської фортеці Михайло Остроградський. Керенський перед строєм моряків агітував за продовження війни і за єдину Росію. Та його агітація не справила особливого враження ні на Остроградського, ні на більшість моряків.
Паралельно з подіями на Чорноморському флоті, досить потужно заявили про себе й українці Балтійського флоту. Після важких переговорів з військовим міністром Тимчасового уряду, 12 жовтня 1917 року, синьо-жовті прапори було урочисто піднято на крейсері «Светлана» та ескадрених міноносцях «Україна» і «Гайдамак».
Того ж 12 жовтня — на всіх кораблях і установах Чорноморського флоту, в тому числі й на панцернику «Георгій Побідоносець» на один день було піднято національні українські прапори та стеньгові сигнали «Хай живе вільна Україна». Тим самим моряки-чорноморці заявили своє прагнення служити на флоті Української держави.
На початку 1918 року корабель, ненадовго, був захоплений Червоною армією.
В квітні 1918 року в Севастополі відбулось два антибільшовицьких повстання робітників портів і заводів, активно підтримане моряками флоту.
22 квітня 1918 року командувач Чорноморського Флоту контр-адмірала Михайло Саблін наказом по флоту оголосив, що «всі судна, портове майно, які знаходяться у портах Криму, є власністю Української Народної Республіки. А тому наказую скрізь, де треба, підняти українські прапори».
29 квітня 1918 року о 15.00 на штабному кораблі, лінкорі «Георгій Побєдоносець» подали сигнал: «Вступив в командування Українським Чорноморським флотом», а через годину пролунав наказ: «Флоту підняти Український прапор!».
Таким чином, всі головні сили Чорноморського флоту в Севастопольській фортеці, гирлі Дунаю, Одесі, Миколаєві, Херсоні, Очакові, Євпаторії, Феодосії та Керчі, піднявши жовто-блакитні прапори Української держави, проголосили владу Української Народної Республіки в усьому причорноморському регіоні.
На ранок 30 квітня 1918 року кораблі флоту, які залишилися в Севастополі (після нічної провокації більшовиків, та відходу частини флоту до Новоросійська), очолив начальник севастопольської фортеці капітан І рангу Михайло Остроградський-Апостол.
Лінкор «Георгій Побєдоносець» став штабним кораблем Українського військово-морського флоту.
24 листопада 1918 року — панцерник, як і більшість кораблів Чорноморського флоту, був захоплений військами Антанти.

## Подальша доля
29 квітня 1919 року, під час окупації більшовиками Криму, був захоплений частинами «Українського фронту» Рабоче-Крестьянської Красної Армії.
Але вже 24 червня 1919 року — знову переходить під контроль білогвардійців та входить до складу морських сил «Півдня Росії».
14 листопада 1920 року у складі «Російської Ескадри» виведений на буксирі з Севастополя до Стамбулу.
29 грудня 1920 года інтернований французької владою в Бізерті (Туніс).
Згодом Радянський уряд заявив свої права на ці кораблі, вимагаючи від Франції повернути їх у Росію. Французький уряд цю вимогу виконувати відмовився, посилаючись на заяву, яка була надіслана до Ліги Націй Урядом УНР (в еміграції) та заявив рішучий протест.
29 жовтня 1924 року уряд Франції визнав корабель власністю СРСР. В середині 1920-х рр. проданий «Рудметаллторгом» французькій компанії на металобрухт.
На початку 1930-х років розібраний на метал в м. Бізерті.